# Charles Erskine, 1. Baronet (of Alva)

Wappen des Sir Charles Erskine, 1. Baronet

Sir Charles Erskine, 1. Baronet (auch Areskin, * 4. Juli 1643; † 4. Juni 1690), war ein schottischer Adliger und Politiker.

## Leben
Charles Erskine entstammte einer Nebenlinie des Clan Erskine und war der dritte Sohn des Sir Charles Erskine († 1663), Laird von Alva und Cambuskenneth in Stirlingshire, aus dessen Ehe mit Mary Hope (* 1629), Tochter des Lord Advocate Sir Thomas Hope, 1. Baronet (of Craighall). Sein Vater war ein jüngerer Sohn des John Erskine, 19. Earl of Mar, aus dessen Ehe mit Lady Mary Stewart, Tochter des Esmé Stewart, 1. Duke of Lennox. Da seine beiden älteren Brüder jung starben, erbte er nach dem Tod seines Vaters im Juli 1663 dessen Ländereien einschließlich des Familiensitzes Alva House.
Am 30. April 1666 erwarb er in der Baronetage of Nova Scotia den erblichen Adelstitel eines Baronet, of Alva.
Von 1665 bis 1667 war er als Shire Commissioner für Clackmannanshire sowie von 1689 bis 1690 für Stirlingshire Abgeordneter im schottischen Parlament.
Er starb 1690 im Alter von 46 Jahren.

## Ehe und Nachkommen
1670 heiratete er Christian Dundas, Tochter des Richters Sir James Dundas, Lord Arniston. Mit ihr hatte er dreizehn Kinder:
- John Erskine (1660–um 1670);
- Mary Erskine (* 1666), ⚭ Sir William Stirling, 2. Baronet;
- Charles Erskine (1667–um 1675);
- Sir James Erskine, 2. Baronet (1668–⚔ 1693 bei Neerwinden);
- Helen Erskine (* 1671), ⚭ John Haldane, 14. Laird of Gleneagles;
- Sir John Erskine, 3. Baronet (1672–1739), MP, ⚭ Catherine St. Clair;
- William Erskine (* 1676);
- Robert Erskine (1677–1718), Leibarzt von Zar Peter dem Großen;
- Marion Erskine (* 1678);
- Kathrin Erskine (* 1679);
- Charles Erskine, Lord Tinwald (1680–1763), Richter, ⚭ (1) Grizel Grierson, ⚭ (2) Elizabeth Hairstanes;
- Henry Erskine (* 1682);
- Christian Erskine (* 1684).